# Glen David Andrews

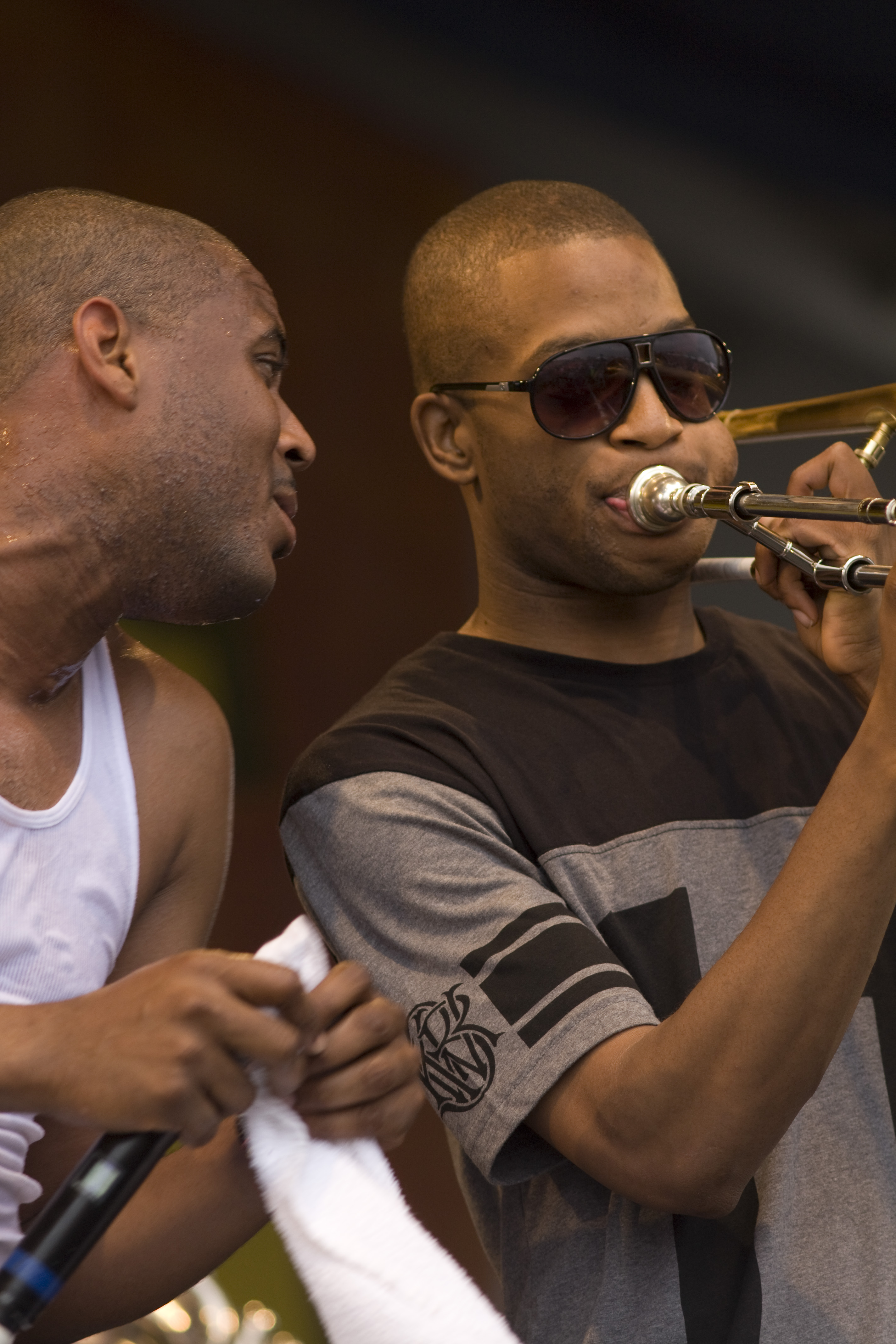
Glen David Andrews (links) mit Trombone Shorty beim New Orleans Jazz & Heritage Festival 2010

Glen David Andrews (* 4. Juli 1979 in New Orleans) ist ein US-amerikanischer Rhythm-and-Blues- und Jazzmusiker (Posaune, auch Gesang), der in der Musikszene seiner Heimatstadt tätig ist.

## Leben
Glen David Andrews stammt aus einer Musikerfamilie. Sein Bruder Derrick ist der Snare-Drummer der Rebirth Brass Band; sein Halbbruder James Andrews spielt Trompete und ist bekannt als „Satchmo of the Ghetto“ und Cousin Troy Andrews ist als „Trombone Shorty“ bekannt. Andrews wuchs mit der Musik der Brass Bands und dem traditionellen Jazz auf. diese Einflüsse bilden bis heute die Basis seiner Musik. Als Jugendlicher schloss er sich den Second-Line-Paraden durch seine Nachbarschaft an und spielte damals Bass Drum. Mit zwölf Jahren entschied er sich für die Posaune. Mehr als durch seinen theoretischen Musikunterricht wurde er von den musikalischen Fertigkeiten von Tuba Fats, Frogman Joseph, Harry Nance, Harold Dejan und weiteren lokalen Größen beeinflusst. Glen David Andrews wurde häufig als „Crown-prince of Tremé“ bezeichnet.
Als Jugendlicher und junger Erwachsener spielte er in zahlreichen Brass Bands (New Birth, Lil Rascals, Tremé Brass Band). 2008 wurde er verhaftet, nachdem er sich an einer illegalen Second Line Parade beteiligte. Aber Glen David Andrews ist auch der traditionellen Musik aus New Orleans verbunden; so spielt er regelmäßig in der Preservation Hall oder nimmt traditionelle Jazznummern, alte Hymnen und Spirituals in sein Programm auf.
Sein erstes Album (noch mit der Funk-Band The Lazy Six) erschien 2003 (Dumaine St. Blues). 2008 spielte er mit seiner Band auf dem New Orleans Jazz and Heritage Festival. Im Folgejahr veröffentlichte er das Gospel-Album Walking Through Heaven‘s Gate, das ihm eine Grammy-Nominierung einbrachte; er tourte in den letzten Jahren mehrfach international. 2012 wurde sein Album Live at Three Muses veröffentlicht, 2014 Redemption.

## Diskographische Hinweise
- Dumaine St. Blues (Louisiana Red Hot Records, 2002)
- French Quarter Jazz In Jackson Square (Louisiana Red Hot Records, 2007)
- Walking Through Heaven‘s Gate (Threadhead, 2008)
- Live at Three Muses (GDA Music Group 2011)
- Redemption (Louisiana Red Hot Records, 2013)
- Portrait of the Treme Prince (Louisiana Red Hot Records, 2019, LRHR 7109)
- Live From My Living Room (2020)